# Pjesma Eurovizije 1997.
Eurovizija 1997. je bila 42. Eurovizija koja se održala 3. svibnja 1997. u Point Theatreu, Dublin, Irska. Voditelji su bili Ronan Keating i Carrie Crowley. Katrina and the Waves koji su predstavljali Ujedinjeno Kraljevstvo su pobijedili, dok je drugo mjesto pripalo Irskoj koju je predstavljao Marc Roberts. Pobjednička pjesma se zvala "Love Shine A Light", dok se drugoplasirana pjesma zvala Mysterious Woman. Pobjednička pjesma je skupila 227 boda i svaka zemlja je glasala za nju. Nakon Eurovizije 1996. Europska radiodifuzna unija je odlučila da zemlje s lošim rangom neće nastupati sljedeće godine.  Ove godine, televoting je testiran u pet zemalja: Austriji, Njemačkoj, Švedskoj, Švicarskoj i Ujedinjenom Kraljevstvu.

## Rezultati
| Broj | Zemlja                 | Jezik       | Pjevač                                | Pjesma                     | Pozicija | Bodovi |
| ---- | ---------------------- | ----------- | ------------------------------------- | -------------------------- | -------- | ------ |
| 1    | Cipar                  | grčki       | Hara, Fredrich & Andreas Konstantinou | "Mana Mou" (Μάνα μου)      | 5        | 98     |
| 2    | Turska                 | turski      | Şebnem Paker & Grup Etnic             | "Dinle"                    | 3        | 121    |
| 3    | Norveška               | norveški    | Tor Endresen                          | "San Francisco"            | 24       | 0      |
| 4    | Austrija               | njemački    | Bettina Soriat                        | "One Step"                 | 21       | 12     |
| 5    | Irska                  | engleski    | Marc Roberts                          | "Mysterious Woman"         | 2        | 157    |
| 6    | Slovenija              | slovenski   | Tanja Ribič                           | "Zbudi se"                 | 10       | 60     |
| 7    | Švicarska              | talijanski  | Barbara Berta                         | "Dentro di me"             | 22       | 5      |
| 8    | Nizozemska             | nizozemski  | Mrs. Einstein                         | "Niemand heeft nog tijd"   | 22       | 5      |
| 9    | Italija                | talijanski  | Jalisse                               | "Fiumi di parole"          | 4        | 114    |
| 10   | Španjolska             | španjolski  | Marcos Llunas                         | "Sin rencor"               | 6        | 96     |
| 11   | Njemačka               | njemački    | Bianca Shomburg                       | "Zeit"                     | 18       | 22     |
| 12   | Poljska                | poljski     | Anna Maria Jopek                      | "Ale jestem"               | 11       | 54     |
| 13   | Estonija               | estonski    | Maarja-Liis Ilus                      | "Keelatud maa"             | 8        | 82     |
| 14   | Bosna i Hercegovina    | bošnjački   | Alma Čardžić                          | "Goodbye"                  | 18       | 22     |
| 15   | Portugal               | portugalski | Célia Lawson                          | "Antes do adeus"           | 24       | 0      |
| 16   | Švedska                | švedski     | Blond                                 | "Bara hon älskar mig"      | 14       | 36     |
| 17   | Grčka                  | grčki       | Marianna Zorba                        | "Horepse" (Χόρεψε)         | 12       | 39     |
| 18   | Malta                  | engleski    | Debbie Scerri                         | "Let Me Fly"               | 9        | 66     |
| 19   | Mađarska               | mađarski    | V.I.P.                                | "Miért kell, hogy elmenj?" | 12       | 39     |
| 20   | Rusija                 | ruski       | Ala Pugačova                          | "Primadonna" (Примадонна)  | 15       | 33     |
| 21   | Danska                 | danski      | Kølig Kaj                             | "Stemmen i mit liv"        | 16       | 25     |
| 22   | Francuska              | francuski   | Fanny                                 | "Sentiments songes"        | 7        | 95     |
| 23   | Hrvatska               | hrvatski    | E.N.I.                                | "Probudi me"               | 17       | 24     |
| 24   | Ujedinjeno Kraljevstvo | engleski    | Katrina and the Waves                 | "Love Shine a Light"       | 1        | 227    |
| 25   | Island                 | islandski   | Paul Oscar                            | "Minn hinsti dans"         | 20       | 18     |

## Karta
| Pjesma Eurovizije | Pjesma Eurovizije |
| --- | ----------------- |
| |                   |
| 01956. • 1957. • 1958. • 1959. • 1960. 1961. • 1962. • 1963. • 1964. • 1965. • 1966. • 1967. • 1968. • 1969. • 1970. 1971. • 1972. • 1973. • 1974. • 1975. • 1976. • 1977. • 1978. • 1979. • 1980. 1981. • 1982. • 1983. • 1984. • 1985. • 1986. • 1987. • 1988. • 1989. • 1990. 1991. • 1992. • 1993. • 1994. • 1995. • 1996. • 1997. • 1998. • 1999. • 2000. 2001. • 2002. • 2003. • 2004. • 2005. • 2006. • 2007. • 2008. • 2009. • 2010. 2011. • 2012. • 2013. • 2014. • 2015. • 2016. • 2017. • 2018. • 2019. • 2020. 2021. • 2022. • 2023. • 2024. • 2025. |                   |

| Pjesma Eurovizije | Pjesma Eurovizije |
| --- | ----------------- |
| |                   |
| 01956. • 1957. • 1958. • 1959. • 1960. 1961. • 1962. • 1963. • 1964. • 1965. • 1966. • 1967. • 1968. • 1969. • 1970. 1971. • 1972. • 1973. • 1974. • 1975. • 1976. • 1977. • 1978. • 1979. • 1980. 1981. • 1982. • 1983. • 1984. • 1985. • 1986. • 1987. • 1988. • 1989. • 1990. 1991. • 1992. • 1993. • 1994. • 1995. • 1996. • 1997. • 1998. • 1999. • 2000. 2001. • 2002. • 2003. • 2004. • 2005. • 2006. • 2007. • 2008. • 2009. • 2010. 2011. • 2012. • 2013. • 2014. • 2015. • 2016. • 2017. • 2018. • 2019. • 2020. 2021. • 2022. • 2023. • 2024. • 2025. |                   |